# دژ دورلستون

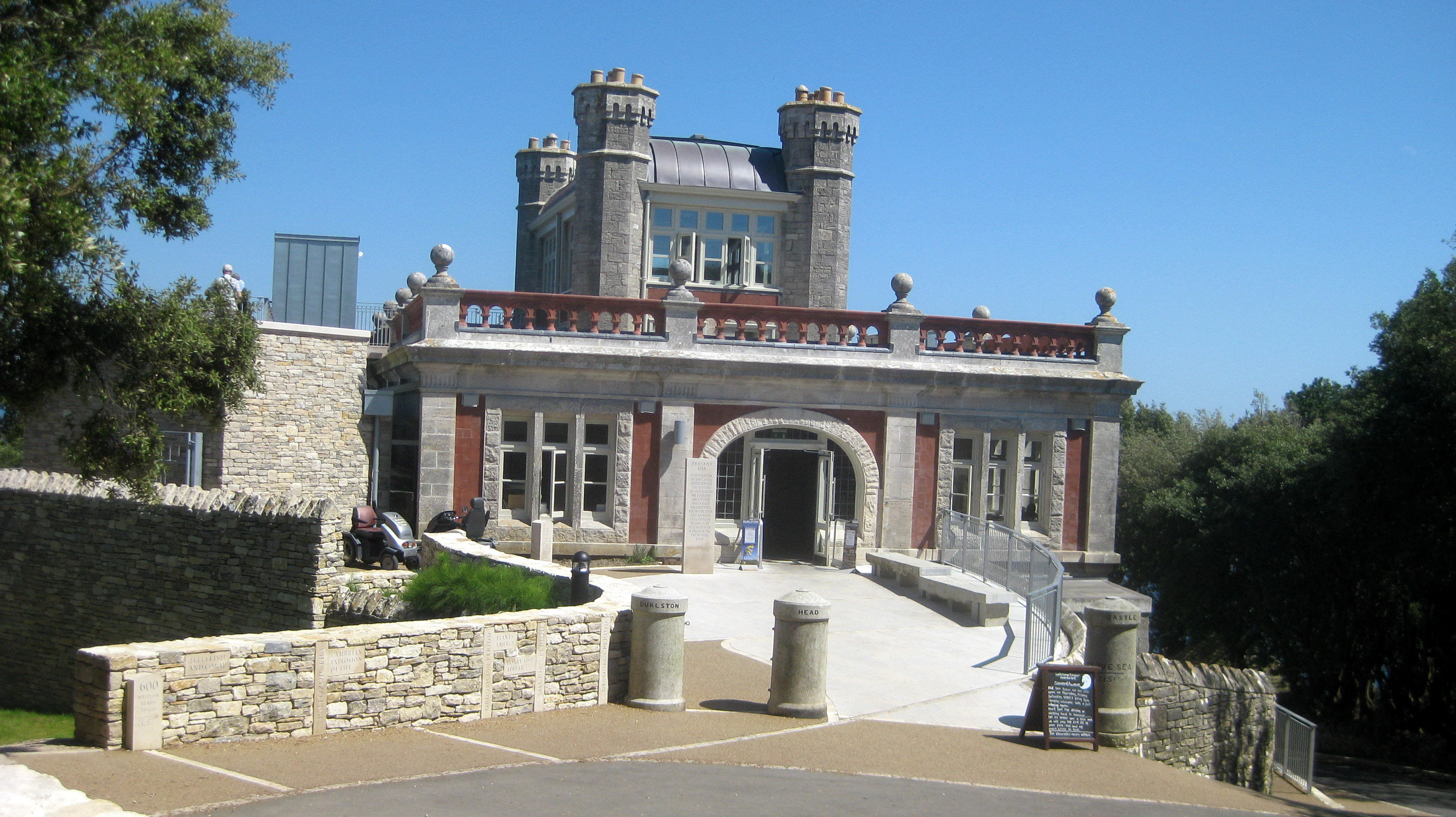

دژ دورلستون (انگلیسی: Durlston Castle)  در دورلستون کانتری پارک در جنوب انگلستان واقع شده‌است. این قلعه در محدوده ساحل ژوراسیک قرار دارد.